# Rábago
Rábago es una localidad del municipio cántabro de Herrerías, en España. En el año 2008 contaba con 60 habitantes (INE). Está a una altitud de 94 m s. n. m., a 1,5 km de la capital municipal, Bielva. Está junto al río Nansa, que en el pasado se cruzaba en barca en este lugar. Se celebran en esta localidad las fiestas del Corpus Christi y, el 31 de julio, San Ignacio de Loyola.
En la Edad Media, formó parte de la Merindad de las Asturias de Santillana. Rábago, junto a Cades, Casamaría y Camijanes, formaron el primer ayuntamiento constitucional de Herrerías durante el Trienio Liberal. Como el resto de localidades del municipio, presenta un conjunto urbano con típicas construcciones populares cántabras. De su patrimonio puede mencionarse la iglesia de San Ignacio, la torre de Rábago, en ruinas y una casa decimonónica con buhardillas de influencia francesa. 
Desde aquí se puede alcanzar el alto de La Florida, antiguo pueblo minero abandonado en el que pueden verse ruinas de carácter civil y edificaciones vinculadas a la explotación. Aquí se encuentra la Cueva de El Soplao, Bien de Interés Cultural, con la categoría de Lugar Natural desde 2005. Es una cavidad única dotada de un aspecto especialmente singular gracias al aprovechamiento de algunas galerías de la cueva para la explotación de una mina de galena (plomo) y blenda (zinc). Se desarrolla de manera lineal a lo largo de más de tres kilómetros, con un interés geomorfológico excepcional, pudiendo verse formaciones con grandes superficies de aragonitos, estalactitas y estalagmitas, destacando las excéntricas o helictitas.